# Strategie rovnosti žen a mužů na léta 2021-2030
Strategie rovnosti žen a mužů na léta 2021-2030 je rámcovým vládním dokumentem pro uplatňování politiky rovnosti žen a mužů v České republice. Vizí této strategie je odstranění všech genderově podmíněných nerovností mezi ženami a muži a dosažení takového stavu, kdy každý člověk může svobodně a bez znevýhodnění z důvodu svého pohlaví a genderu rozvíjet svůj potenciál a plně se realizovat ve všech sférách společenského i osobního života.

## Cíl a účel
Cílem je formulovat rámec pro opatření státní správy, který přispěje k dosažení rovnosti žen a mužů v ČR. Účelem je rozvinout pozitivní změny, jichž bylo dosaženo v některých oblastech rovnosti žen a mužů, a vyvracení negativních trendů tam, kde přetrvávají anebo se prohlubují.

### Struktura
Strategie rovnosti žen a mužů na léta 2021-2030 se člení na následujících osm tematických kapitol, které pokrývají nerovnosti v hlavních společenských oblastech:
- Práce a péče
- Rozhodování
- Bezpečí
- Zdraví
- Poznání
- Společnost
- Vnější vztahy
- Instituce

### Implementace
Obdobně jako u předchozí Vládní strategie 2014-2020 se klade důraz na spolupráci a sdílení informací mezi státní správou, samosprávou, sociálními partnery, akademickými pracovišti a nestátními neziskovými organizacemi. Zdůvodnění potřebnosti strategie je popsáno na 116 stranách vyčerpávající argumentací, grafy, odkazy. Na dalších 91 stranách jsou tabulky s úkolovou částí.

### Diskriminace
Na rozdíl od řady evropských zemí není rovnost žen a mužů zohledněna v programových dokumentech většiny politických subjektů a ani není předmětem širšího mediálního zájmu.
Výzkumy veřejného mínění přitom potvrzují, že česká společnost si je vědoma přetrvávajících nerovností – např. 59 % veřejnosti se domnívá, že muži mají lepší možnost kariérního postupu v zaměstnání.  Většina veřejnosti si také nemyslí, že ženy a muži mají stejnou šanci dostat dítě po rozvodu do péče (64 %) či že ženy a muži mají stejnou možnost uplatnění v technických oborech (79 %).
Schopnost uvědomovat si stávající nerovnosti mají ve větší míře ženy. Například nerovnost v odměňování považuje za vážný problém 80 % žen oproti 56 % mužů. Obdobně názor, že v české politice by mělo být více žen, zastávají ženy v mnohem větší míře než muži. Větší vnímavost žen je pochopitelná, neboť většina genderových nerovností se dotýká především žen a má negativní dopad na jejich životy. Tato skutečnost navíc komplikuje přijímání opatření k odstraňování nerovností, neboť v pozicích zodpovědných za tvorbu a přijímání rozhodnutí na celospolečenské i individuální úrovni jsou ženy ve výrazné menšině.

## Feminismus
Za specifický lze považovat postoj české veřejnosti k feministickému hnutí, které je úzce spjato s úsilím o obrození českého národa a rovnost žen a mužů byla jednou ze základních demokratických hodnot, na nichž stál zrod samostatného Československa. Vývoj Česka je prostřednictvím osobností jako Eliška Krásnohorská, Františka Plamínková, Tomáš Garrigue Masaryk či Vojtěch Náprstek provázán s feministickým hnutím. Před více než sto lety obhajoval T. G. Masaryk myšlenku, že úlohou moderní ženy není jen pečovat o děti, ale také se veřejně angažovat, a rolí mužů je ženy v jejich emancipaci podporovat. Přes dlouhou tradici feministického hnutí v ČR je feminismus často vnímán jako cizí prvek, importovaný ze západu.

### Svět
Genderové rovnosti se dostává stále více pozornosti ze strany mezinárodních organizací i států. Např. OSN vytyčuje hlavní normativní rámec pro tvoru politik, pro ČR je důležitá EU, NATO, OBSE a OECD. Tyto organizace se snaží uplatňovat hledisko rovnosti žen a mužů při prosazování lidských práv, udržitelného rozvoje, míru a bezpečnosti.

## Terminologie
- Gender:  naučené sociálně a kulturně podmíněné rozdíly a charakteristiky
- Gender mainstreaming:  systematické začleňování genderového hlediska do veřejného i soukromého života
- Genderové stereotypy: zjednodušující a zevšeobecňující představy o roli žen a mužů
- Genderová rovnost: stejná viditelnost, rovné postavení a účast žen a mužů ve veřejném i soukromém životě
- Intersekcionální přístup: komplexní uvažování o genderu, zdravotním stavu, etnicitě, náboženství atd.
- Role mužů: vyšší zapojení mužů do péče o děti a domácnost, vyrovnané zastoupení žen a mužů v rozhodovacích pozicích atd. V důsledku genderových stereotypů bývají muži znevýhodněni při rozvodu, když usilují o svěření dítěte do své či společné péče. Z důvodu častějšího zanedbávání prevence vykazují vyšší míru úmrtí na preventabilní choroby.